# СБУ. Спецоперація
«СБУ. Спецоперація» (рос. СБУ. Спецоперация) — український мінісеріал, вироблений студією «ISTIL Studios» на замовлення телеканалу «Інтер» 2012 року. Повторні покази транслювався на телеканалах «НТН», «Enter-фільм», «Zoom» та «Bolt».

## Синопсис
Серіал розповідає про будні однієї з груп Служби безпеки України. Закадрова мова вводиться в серіал у формі інтерв'ю керівника групи журналістці. Інші події показуються напряму. Створення серіалу відбувалось при підтримці Валерія Хорошковського та за участю консультантів СБУ.

## У ролях
- Олександр Суворов — Андрій Кириленко, підполковник СБУ, головна роль
- Олександр Крижанівський — Віктор Лісовий, головна роль
- Тетяна Коновалова — Таня Теліга, головна роль
- В'ячеслав Довженко — Олег Бойко, головна роль
- Олесь Каціон — Ярослав, головна роль
- Фатіма Горбенко — Ольга
- Юрій Карабак — Куніцин, кілер
- Олександр Новосьолов — Живко
- Роман Лук'янов — Микола
- Катерина Савенкова — журналістка
- Анатолій Черепнін — провідник
- Владислав Пупков — читає закадровий текст (всі чоловічі ролі)
- Людмила Ардельян — читає закадровий текст (всі жіночі ролі)

## Українське багатоголосе закадрове озвучення
Українською мовою серіал озвучено телекомпанією «Інтер». Ролі озвучували: Андрій Вільколек, Олексій Семенов, Лідія Муращенко й Анастасія Жарнікова-Зіновенко.